# تکه‌بند
تکه‌بند (به ترکی آذربایجانی: Tikəbənd) یک منطقهٔ مسکونی در جمهوری آذربایجان است که در شهرستان لریک واقع شده‌است. تکه‌بند ۱٬۰۵۶ نفر جمعیت دارد.